# Hugo von Bonnevaux
Hugo von Bonnevaux (* um 1120 in Châteauneuf-sur-Isère, Frankreich; † um 1194 in Bonnevaux) war ein Abt des Zisterzienserordens und wird in der Diözese Valence als Heiliger verehrt.

## Leben
Hugo von Bonnevaux war ein Neffe des Hugo von Grenoble. Er leitete zunächst das Kloster Léoncel, ehe er im Jahre 1166 Abt von Bonnevaux in der Diözese Vienne wurde. Als der Friede von Venedig zwischen Papst Alexander III. und Kaiser Friedrich I. geschlossen wurde, fungierte Hugo von Bonnevaux als Vermittler. Die traditionsreiche Verehrung des Hugo von Bonnevaux als Heiliger wurde im Jahre 1903 durch Papst Pius X. für die Diözese Valence bestätigt.